# Helmut R. Hammerich
Helmut Rudolf Hammerich (* 5. Oktober 1965 in Illertissen) ist ein deutscher Offizier (Oberstleutnant) und Militärhistoriker. Seine Forschungsschwerpunkte sind der Kalte Krieg, Nachrichtendienste und die Militärgeschichte der Frühen Neuzeit. Seit Juni 2020 ist er Projektbereichsleiter Einsatzunterstützung am Zentrum für Militärgeschichte und Sozialwissenschaften der Bundeswehr (ZMSBw) in Potsdam.

## Leben
Hammerich trat nach dem Abitur 1985 am Friedrich-Rückert-Gymnasium im unterfränkischen Ebern als Offizieranwärter des Heeres in die Bundeswehr ein. Er wurde im Panzerbataillon 354 in Hammelburg ausgebildet. Von 1988 bis 1992 studierte er Staats- und Sozialwissenschaften mit Schwerpunkt Geschichte (Diplom) an der Universität der Bundeswehr München in Neubiberg. Danach wurde er im Panzerlehrbataillon 334 in Celle und im Panzeraufklärungsbataillon 6 in Eutin verwendet.
Im Jahre 1994 wurde er Historikeroffizier und wissenschaftlicher Assistent des Leiters Abteilung Forschung, Hans-Erich Volkmann, im Militärgeschichtlichen Forschungsamt (MGFA) der Bundeswehr. Er war von 1994 bis 1999 wissenschaftlicher Mitarbeiter am Forschungsbereich IV, Internationale Militärgeschichte seit 1945 und von 2000 bis 2012 am Forschungsbereich III, Geschichte der Bundeswehr im Bündnis. Von 2000 bis 2008 war er Projektleiter „Geschichte des Heeres 1950–1970“ und Redakteur der Militärgeschichtlichen Zeitschrift (MGZ). 2002 wurde er bei Manfred Görtemaker und Hans-Erich Volkmann an der Universität Potsdam mit der geschichtswissenschaftlichen Dissertation Jeder für sich und Amerika gegen alle? Die Lastenteilung der NATO am Beispiel des Temporary Council Committee 1949 bis 1954 zum Dr. phil. promoviert.
Von 2008 bis 2009 war er wissenschaftlicher Mitarbeiter am SHAPE Historical Office in Mons, Belgien. Nach einer Verwendung als Pressestabsoffizier wurde er 2013 wissenschaftlicher Mitarbeiter im Forschungsbereich Sicherheitspolitik und Streitkräfte. Von 2015 bis 2017 war Hammerich im Zentrum für Militärgeschichte und Sozialwissenschaften der Bundeswehr (ZMSBw) in Potsdam eingesetzt und dort Leiter des Projektbereiches Einsatzgeschichte in der Abteilung Einsatz. Von 2017 bis 2020 war er Dozent für Militärgeschichte am Zentrum Innere Führung der Bundeswehr in Koblenz. Schwerpunkt war die Vermittlung des neuen Traditionserlasses der Bundeswehr (2018). Er ist langjähriger Dozent am Zentralinstitut studium plus der Universität der Bundeswehr München.
Hammerich ist Ehrenmitglied des Offizierjahrgangs „Prinz Coburg“ des österreichischen Bundesheeres und Mitglied des Wissenschaftlichen Beirats der Gesellschaft für Militär- und Garnisonsgeschichte Oldenburg. Zudem ist er Patron der Gesellschaft für fränkische Geschichte.

## Schriften (Auswahl)

### Monografien
- Reichsgeneralfeldmarschall Prinz Friedrich Josias von Sachsen-Coburg-Saalfeld (1737–1815). Eine biographische Skizze. Selbstverlag, Potsdam 2001, ISBN 3-00-007623-9.
- Jeder für sich und Amerika gegen alle? Die Lastenteilung der NATO am Beispiel des Temporary Council Committee 1949 bis 1954 (= Entstehung und Probleme des Atlantischen Bündnisses. Band 5). Oldenbourg, München 2003, ISBN 3-486-56758-6.
- „Stets am Feind!“ – Der Militärische Abschirmdienst (MAD) 1956–1990. 1. Auflage. Vandenhoeck & Ruprecht, Göttingen 2019, ISBN 978-3-525-36392-8.

### Herausgeberschaften
- Jahrbuch Innere Führung
- mit Dieter H. Kollmer, Martin Rink, Rudolf J. Schlaffer: Das Heer 1950–1970. Konzeption, Organisation, Aufstellung (= Sicherheitspolitik und Streitkräfte der Bundesrepublik Deutschland. Band 3). Oldenbourg, München 2006, ISBN 3-486-57974-6.
- mit Uwe Hartmann, Claus von Rosen: Die Grenzen des Militärischen (= Jahrbuch Innere Führung. Ausgabe 2010). Hartmann, Miles-Verlag, Berlin 2010, ISBN 978-3-937885-30-8.
- mit Rudolf J. Schlaffer: Militärische Aufbaugenerationen der Bundeswehr 1955 bis 1970. Ausgewählte Biografien. Im Auftrag des Militärgeschichtlichen Forschungsamtes, Oldenbourg, München 2011, ISBN 978-3-486-70436-5.
- mit Volker Rößner: Die Familie Fuchs von Bimbach und Dornheim im Deutschen Kaiserreich. Ein Lebensbild in Briefen aus dem Nachlass des Reinold Frhr. Fuchs von Bimbach und Dornheim (1845–1903) (= Veröffentlichungen der Gesellschaft für fränkische Geschichte. Reihe IX, Band 57). Wissenschaftlicher Kommissionsverlag, Stegaurach 2011, ISBN 978-3-86652-957-1.